# Roscoe (Minnesota)
Roscoe és una població dels Estats Units a l'estat de Minnesota. Segons el cens del 2000 tenia 116 habitants.

## Demografia
Segons el cens del 2000, Roscoe tenia 116 habitants, 41 habitatges, i 27 famílies. La densitat de població era de 70 habitants per km².
Dels 41 habitatges en un 46,3% hi vivien nens de menys de 18 anys, en un 51,2% hi vivien parelles casades, en un 9,8% dones solteres, i en un 34,1% no eren unitats familiars. En el 31,7% dels habitatges hi vivien persones soles el 17,1% de les quals corresponia a persones de 65 anys o més que vivien soles. El nombre mitjà de persones vivint en cada habitatge era de 2,83 i el nombre mitjà de persones que vivien en cada família era de 3,63.
Per edats la població es repartia de la següent manera: un 30,2% tenia menys de 18 anys, un 12,1% entre 18 i 24, un 19% entre 25 i 44, un 26,7% de 45 a 60 i un 12,1% 65 anys o més.
L'edat mediana era de 36 anys. Per cada 100 dones de 18 o més anys hi havia 118,9 homes.
La renda mediana per habitatge era de 45.714 $ i la renda mediana per família de 47.917 $. Els homes tenien una renda mediana de 27.500 $ mentre que les dones 20.000 $. La renda per capita de la població era de 13.931 $. Entorn del 3,2% de les famílies i el 6,8% de la població estaven per davall del llindar de pobresa.

## Poblacions més properes
El següent diagrama mostra les poblacions més properes.